# ان‌جی‌سی ۳۸۰
ان‌جی‌سی ۳۸۰ (انگلیسی: NGC 380) نام یک کهکشان در صورت فلکی ماهی است.